# Valsaria petrakii
Valsaria petrakii är en svampart som beskrevs av Spooner 1986. Enligt Catalogue of Life ingår Valsaria petrakii i släktet Valsaria, ordningen Diaporthales, klassen Sordariomycetes, divisionen sporsäcksvampar och riket svampar, men enligt Dyntaxa är tillhörigheten istället släktet Valsaria, klassen Dothideomycetes, divisionen sporsäcksvampar och riket svampar. Arten är reproducerande i Sverige. Inga underarter finns listade i Catalogue of Life.